# Туорофунаро (Казерта)
Туорофунаро је насеље у Италији у округу Казерта, региону Кампанија.
Према процени из 2011. у насељу је живело 115 становника. Насеље се налази на надморској висини од 344 м.